# Malcolm Christie
Malcom Neil Christie (Stamford, 11 aprile 1979) è un ex calciatore inglese, di ruolo attaccante.

## Carriera

### Club
Ha giocato nella prima divisione inglese.

### Nazionale
Ha partecipato agli Europei Under-21 del 2002.

## Palmarès

### Club

#### Competizioni nazionali
- Coppa di Lega inglese: 1

Middlesbrough: 2003-2004